# الحقل (نهم)

تعديل مصدري - تعديل

الحقل هي إحدى قرى عزلة عيال غفير بمديرية نهم التابعة لمحافظة صنعاء، بلغ تعداد سكانها 123 نسمة حسب تعداد اليمن لعام 2004.